# Nom des communes d'Ille-et-Vilaine sous la Révolution
Le nom des communes d'Ille-et-Vilaine sous la Révolution a connu quelques bouleversements.

## Histoire
Sous la Révolution française, plusieurs villes de France sont rebaptisées (environ 1 200 villes ou villages) d'un nom révolutionnaire. Par un décret du 25 vendémiaire an II (16 octobre 1793), la Convention nationale demande aux « communes qui ont changé de nom depuis l'époque de 1789 de faire passer au comité de division la  nouvelle dénomination ».
Ce changement de nom est voulu par les autorités révolutionnaires : on change les noms des villes commençant par « Saint » ou « Sainte », en raison de la déchristianisation, et ceux qui évoquent la féodalité et les symboles de l'Ancien Régime, le décret de 1793 « invitant » les communes qui souhaitent changer les noms qui peuvent « rappeler les souvenirs de la royauté, de la féodalité ou de la superstition, de s'en occuper incessamment. »
Au moins dix-huit communes du département d'Ille-et-Vilaine sont dans ce cas :
- Bourg-des-Comptes : Bourg-la-Montagne[C 1]
- Châteaugiron : Mont-Giron[C 2]
- La Guerche-de-Bretagne : Montagne-de-la-Guerche[C 3]
- Montfort-la-Cane (ancien nom) : Montfort-la-Montagne[C 4]
- Saint-Aubin-d'Aubigné : Aubin-Philonôme[C 5]
- Saint-Aubin-du-Cormier : Montagne-la-Forêt[C 6]
- Saint-Briac : Port-Briac[C 7]
- Saint-Coulomb : Coulomb-Rocher[C 8]
- Saint-Lunaire : Port-Lunaire[C 9]
- Saint-Malo : Port-Malo, puis Commune-de-la-Victoire, puis Mont-Mamet[C 10]
- Saint-Méen : Méen-la-Forêt[C 11]
- Saint-Méloir-des-Ondes : Méloir-Richeux[C 12]
- Saint-Ouen-de-la-Rouërie : Ouen-la-Montagne[C 13]
- Saint-Péran : Péran-la-Forêt[2]
- Saint-Pern : Pern-les-Rochers[C 14]
- Saint-Servan : Port-Solidor[C 15]
- Saint-Suliac : Port-Suliac[C 16]
- Saint-Thual : Motay-Thual[C 17].